# Ères de Corée
Les ères de Corée sont un calendrier utilisé pour compter les années de l'histoire de la Corée, notamment pour les périodes de Silla, Goguryeo, Balhae, Taebong (en), Goryeo, Joseon et de l'Empire coréen.
Le système des ères remontent à 140 av. J.-C. en Chine, sous le règne de l'empereur Wu de Han,. C'est à partir du milieu du VIe siècle que divers régimes coréens commencent à utiliser des noms d'ères,,, aussi bien coréens que chinois.
Contrairement au système japonais, celui de Corée n'est plus en vigueur aujourd'hui.

## Liste des ères coréennes
Il s'agit d'une liste de noms d'ères utilisés par les régimes historiques de la péninsule coréenne. Certains de ces régimes ont officiellement utilisé des noms d'ères chinois. Dans de tels cas, l'interprétation chinoise du nom de l'ère est entre parenthèses.

### Goguryeo
| Nom de l'ère                               | Période d'utilisation                      | Durée d'utilisation                        | Remarque                                                                                                  |
| Roi Gwanggaeto de Goguryeo (r. 391–413 CE) | Roi Gwanggaeto de Goguryeo (r. 391–413 CE) | Roi Gwanggaeto de Goguryeo (r. 391–413 CE) | Roi Gwanggaeto de Goguryeo (r. 391–413 CE)                                                                |
| ------------------------------------------ | ------------------------------------------ | ------------------------------------------ | --- |
| Yeonglak 永樂 영락                         | 391–412 apr. J.-C.                         | 22 ans                                     | |
| Roi Jangsu de Goguryeo (r. 413–491 CE)     |                                            |                                            | |
| Yeonsu 延壽 연수                           | 451 apr. J.-C.-?                           | Inconnu                                    | |
| Utilisation contestée                      |                                            |                                            | |
| Yeonggang 永康 영강                        | Inconnu                                    | Inconnu                                    | La 7ème année de Yeonggang pourrait être 396 apr. J.-C., 418 apr. J.-C., 483 apr. J.-C. ou 551 apr. J.-C. |
| Geonheung 建興 건흥                        | Inconnu                                    | Inconnu                                    | La 5ème année de Geonheung pourrait être 476 apr. J.-C., 536 apr. J.-C. ou 596 apr. J.-C.                 |
| Yeon-ga 延嘉 연가                          | Inconnu                                    | Inconnu                                    | La 7ème année de Yeon-ga pourrait être 479 apr. J.-C. ou 539 apr. J.-C.                                   |

### Silla
| Nom de l'ère                                      | Période d'utilisation                  | Durée d'utilisation                    | Remarque                                                                                                 |
| Roi Beopheung de Silla (r. 514–540 CE)            | Roi Beopheung de Silla (r. 514–540 CE) | Roi Beopheung de Silla (r. 514–540 CE) | Roi Beopheung de Silla (r. 514–540 CE)                                                                   |
| ------------------------------------------------- | -------------------------------------- | -------------------------------------- | --- |
| Geonwon 建元 건원                                 | 536–551 apr. J.-C.                     | 16 ans                                 | Usage poursuivi par le Roi Jinheung de Silla lors de son ascension au trône.                             |
| Roi Jinheung de Silla (r. 540–576 CE)             |                                        |                                        | |
| Gaeguk 開國 개국                                  | 551–568 apr. J.-C.                     | 18 ans                                 | |
| Daechang 大昌 대창                                | 568–571 apr. J.-C.                     | 3 ans                                  | |
| Hongje 鴻濟 홍제                                  | 572–584 apr. J.-C.                     | 12 ans                                 | Utilisation poursuivie par Roi Jinji de Silla et Roi Jinpyeong de Silla lors de leur ascension au trône. |
| Roi Jinpyeong de Silla (r. 579–632 CE)            |                                        |                                        | |
| Geonbok 建福 건복                                 | 584–634 apr. J.-C.                     | 51 ans                                 | Utilisation poursuivie par Reine Seondeok de Silla lors de son ascension au trône.                       |
| Reine Seondeok de Silla (r. 632–647 CE)           |                                        |                                        | |
| Inpyeong 仁平 인평                                | 634–647 apr. J.-C.                     | 14 ans                                 | Utilisation poursuivie par Reine Jindeok de Silla lors de son ascension au trône.                        |
| Reine Jindeok de Silla (r. 647–654 CE)            |                                        |                                        | |
| Taehwa 太和 태화                                  | 647–650 apr. J.-C.                     | 4 ans                                  | |
| Yeonghwi (Yonghui) 永徽 영휘                      | 650–654 apr. J.-C.                     | 5 ans                                  | Adopté du nom de l'ère de la dynastie Tang de Chine.                                                     |
| Roi Muyeol de Silla (r. 654–661 CE)               |                                        |                                        | |
| Yeonghwi (Yonghui) 永徽 영휘                      | 654–655 apr. J.-C.                     | 2 ans                                  | Adopté du nom de l'ère de la dynastie Tang de Chine.                                                     |
| Hyeongyeong (Xianqing) 顯慶 현경                  | 656–661 apr. J.-C.                     | 6 ans                                  | Adopté du nom de l'ère de la dynastie Tang de Chine.                                                     |
| Yongsag (Longshuo) 龍朔 용삭                      | 661 apr. J.-C.                         | 5 mois                                 | Adopté du nom de l'ère de la dynastie Tang de Chine.                                                     |
| Roi Munmu de Silla (r. 661–681 CE)                |                                        |                                        | |
| Yongsak (Longshuo) 龍朔 용삭                      | 661–663 apr. J.-C.                     | 3 ans                                  | Adopté du nom de l'ère de la dynastie Tang de Chine.                                                     |
| Indeog (Linde) 麟德 인덕                          | 664–665 apr. J.-C.                     | 2 ans                                  | Adopté du nom de l'ère de la dynastie Tang de Chine.                                                     |
| Geonbong (Qianfeng) 乾封 건봉                     | 666–668 apr. J.-C.                     | 3 ans                                  | Adopté du nom de l'ère de la dynastie Tang de Chine.                                                     |
| Chongjang (Zongzhang) 總章 총장                   | 668–670 apr. J.-C.                     | 3 ans                                  | Adopté du nom de l'ère de la dynastie Tang de Chine.                                                     |
| Hamhyeong (Xianheng) 咸亨 함형                    | 670–674 apr. J.-C.                     | 5 ans                                  | Adopté du nom de l'ère de la dynastie Tang de Chine.                                                     |
| Sangwon (Shangyuan) 上元 상원                     | 674–676 apr. J.-C.                     | 3 ans                                  | Adopté du nom de l'ère de la dynastie Tang de Chine.                                                     |
| Uibong (Yifeng) 儀鳳 의봉                         | 676–679 apr. J.-C.                     | 4 ans                                  | Adopté du nom de l'ère de la dynastie Tang de Chine.                                                     |
| Jolo (Tiaolu) 調露 조로                           | 679–680 apr. J.-C.                     | 2 ans                                  | Adopté du nom de l'ère de la dynastie Tang de Chine.                                                     |
| Yeonglyung (Yonglong) 永隆 영륭                   | 680–681 apr. J.-C.                     | 2 ans                                  | Adopté du nom de l'ère de la dynastie Tang de Chine.                                                     |
| Roi Sinmun de Silla (r. 681–692 CE)               |                                        |                                        | |
| Yeonglyung (Yonglong) 永隆 영륭                   | 681 apr. J.-C.                         | 3 mois                                 | Adopté du nom de l'ère de la dynastie Tang de Chine.                                                     |
| Gaeyo (Kaiyao) 開耀 개요                          | 681–682 apr. J.-C.                     | 2 ans                                  | Adopté du nom de l'ère de la dynastie Tang de Chine.                                                     |
| Yeongsun (Yongchun) 永淳 영순                     | 682–683 apr. J.-C.                     | 2 ans                                  | Adopté du nom de l'ère de la dynastie Tang de Chine.                                                     |
| Hongdo (Hongdao) 弘道 홍도                        | 683 apr. J.-C.                         | 1 mois                                 | Adopté du nom de l'ère de la dynastie Tang de Chine.                                                     |
| Saseong (Sisheng) 嗣聖 사성                       | 684 apr. J.-C.                         | 2 mois                                 | Adopté du nom de l'ère de la dynastie Tang de Chine.                                                     |
| Munmyeong (Wenming) 文明 문명                     | 684 apr. J.-C.                         | 10 mois                                | Adopté du nom de l'ère de la dynastie Tang de Chine.                                                     |
| Sugong (Chuigong) 垂拱 수공                       | 685–688 apr. J.-C.                     | 4 ans                                  | Adopté du nom de l'ère de la dynastie Tang de Chine.                                                     |
| Yeongchang (Yongchang) 永昌 영창                  | 689 apr. J.-C.                         | 11 mois                                | Adopté du nom de l'ère de la dynastie Tang de Chine.                                                     |
| Jaecho (Zaichu) 載初 재초                         | 689–690 CE                             | 2 years                                | Adopté du nom de l'ère de la dynastie Tang de Chine.                                                     |
| Cheonsu (Tianshou) 天授 천수                      | 690–692 apr. J.-C.                     | 3 ans                                  | A adopté le nom de l'ère de la dynastie Wu Zhou de Chine.                                                |
| Yeoui (Ruyi) 如意 여의                            | 692 apr. J.-C.                         | 4 mois                                 | A adopté le nom de l'ère de la dynastie Wu Zhou de Chine.                                                |
| Roi Hyoso de Silla (r. 692–702 CE)                |                                        |                                        | |
| Yeoui (Ruyi) 如意 여의                            | 692 apr. J.-C.                         | 3 mois                                 | A adopté le nom de l'ère de la dynastie Wu Zhou de Chine.                                                |
| Jangsu (Changshou) 長壽 장수                      | 692–694 apr. J.-C.                     | 3 ans                                  | A adopté le nom de l'ère de la dynastie Wu Zhou de Chine.                                                |
| Yeonjae (Yanzai) 延載 연재                        | 694 apr. J.-C.                         | 8 mois                                 | A adopté le nom de l'ère de la dynastie Wu Zhou de Chine.                                                |
| Jeungseong (Zhengsheng) 證聖 증성                 | 695–696 apr. J.-C.                     | 2 ans                                  | A adopté le nom de l'ère de la dynastie Wu Zhou de Chine.                                                |
| Mansetongcheon (Wansuitongtian) 萬歲通天 만세통천 | 696–697 apr. J.-C.                     | 2 ans                                  | A adopté le nom de l'ère de la dynastie Wu Zhou de Chine.                                                |
| Singong (Shengong) 神功 신공                      | 697 apr. J.-C.                         | 4 mois                                 | A adopté le nom de l'ère de la dynastie Wu Zhou de Chine.                                                |
| Seonglyeog (Shengli) 聖曆 성력                    | 698–700 apr. J.-C.                     | 3 ans                                  | A adopté le nom de l'ère de la dynastie Wu Zhou de Chine.                                                |
| Gusi (Jiushi) 久視 구시                           | 700–701 apr. J.-C.                     | 2 ans                                  | A adopté le nom de l'ère de la dynastie Wu Zhou de Chine.                                                |
| Daejok (Dazu) 大足 대족                           | 701 apr. J.-C.                         | 10 mois                                | A adopté le nom de l'ère de la dynastie Wu Zhou de Chine.                                                |
| Jang-an (Chang'an) 長安 장안                      | 701–702 apr. J.-C.                     | 2 ans                                  | A adopté le nom de l'ère de la dynastie Wu Zhou de Chine.                                                |
| Roi Seongdeok de Silla (r. 702–737 CE)            |                                        |                                        | |
| Jang-an (Chang'an) 長安 장안                      | 702–704 apr. J.-C.                     | 3 ans                                  | A adopté le nom de l'ère de la dynastie Wu Zhou de Chine.                                                |
| Sillyong (Shenlong) 神龍 신룡                     | 705–707 apr. J.-C.                     | 3 ans                                  | Adopté le nom de l'ère de la dynastie Wu Zhou et de la dynastie Tang de Chine.                           |
| Gyeonglyong (Jinglong) 景龍 경룡                  | 707–710 apr. J.-C.                     | 4 ans                                  | Adopté du nom de l'ère de la dynastie Tang de Chine.                                                     |
| Danglyung (Tanglong) 唐隆 당륭                    | 710 apr. J.-C.                         | 2 mois                                 | Adopté du nom de l'ère de la dynastie Tang de Chine.                                                     |
| Gyeong-un (Jingyun) 景雲 경운                     | 710–712 apr. J.-C.                     | 3 ans                                  | Adopté du nom de l'ère de la dynastie Tang de Chine.                                                     |
| Taegeuk (Taiji) 太極 태극                         | 712 apr. J.-C.                         | 4 mois                                 | Adopté du nom de l'ère de la dynastie Tang de Chine.                                                     |
| Yeonhwa (Yanhe) 延和 연화                         | 712 apr. J.-C.                         | 4 mois                                 | Adopté du nom de l'ère de la dynastie Tang de Chine.                                                     |
| Gaewon (Kaiyuan) 開元 개원                        | 713–737 apr. J.-C.                     | 25 ans                                 | Adopté du nom de l'ère de la dynastie Tang de Chine.                                                     |
| Roi Hyoseong de Silla (r. 737–742 CE)             |                                        |                                        | |
| Gaewon (Kaiyuan) 開元 개원                        | 737–741 apr. J.-C.                     | 5 ans                                  | Adopté du nom de l'ère de la dynastie Tang de Chine.                                                     |
| Cheonbo (Tianbao) 天寶 천보                       | 742 apr. J.-C.                         | 5 mois                                 | Adopté du nom de l'ère de la dynastie Tang de Chine.                                                     |
| Roi Gyeongdeok de Silla (r. 742–765 CE)           |                                        |                                        | |
| Cheonbo (Tianbao) 天寶 천보                       | 742–756 apr. J.-C.                     | 15 ans                                 | Adopté du nom de l'ère de la dynastie Tang de Chine.                                                     |
| Jideok (Zhide) 至德 지덕                          | 757–758 apr. J.-C.                     | 2 ans                                  | Adopté du nom de l'ère de la dynastie Tang de Chine.                                                     |
| Geonwon (Qianyuan) 乾元 건원                      | 758–760 apr. J.-C.                     | 3 ans                                  | Adopté du nom de l'ère de la dynastie Tang de Chine.                                                     |
| Sangwon (Shangyuan) 上元 상원                     | 760–761 apr. J.-C.                     | 2 ans                                  | Adopté du nom de l'ère de la dynastie Tang de Chine.                                                     |
| Boeung (Baoying) 寶應 보응                        | 762–763 apr. J.-C.                     | 2 ans                                  | Adopté du nom de l'ère de la dynastie Tang de Chine.                                                     |
| Gwangdeok (Guangde) 廣德 광덕                     | 764 apr. J.-C.                         | 1 an                                   | Adopté du nom de l'ère de la dynastie Tang de Chine.                                                     |
| Yeongtae (Yongtai) 永泰 영태                      | 765 apr. J.-C.                         | 6 mois                                 | Adopté du nom de l'ère de la dynastie Tang de Chine.                                                     |
| Roi Hyegong de Silla (r. 765–780 CE)              |                                        |                                        | |
| Yeongtae (Yongtai) 永泰 영태                      | 765–766 apr. J.-C.                     | 2 ans                                  | Adopté du nom de l'ère de la dynastie Tang de Chine.                                                     |
| Daelyeok (Dali) 大曆 대력                         | 766–779 apr. J.-C.                     | 14 ans                                 | Adopté du nom de l'ère de la dynastie Tang de Chine.                                                     |
| Geonjung (Jianzhong) 建中 건중                    | 780 apr. J.-C.                         | 4 mois                                 | Adopté du nom de l'ère de la dynastie Tang de Chine.                                                     |
| Roi Seondeok de Silla (r. 780–785 CE)             |                                        |                                        | |
| Geonjung (Jianzhong) 建中 건중                    | 780–783 apr. J.-C.                     | 4 ans                                  | Adopté du nom de l'ère de la dynastie Tang de Chine.                                                     |
| Heungwon (Xingyuan) 興元 흥원                     | 784 apr. J.-C.                         | 1 an                                   | Adopté du nom de l'ère de la dynastie Tang de Chine.                                                     |
| Jeongwon (Zhenyuan) 貞元 정원                     | 785 apr. J.-C.                         | 1 mois                                 | Adopté du nom de l'ère de la dynastie Tang de Chine.                                                     |
| Roi Wonseong de Silla (r. 785–798 CE)             |                                        |                                        | |
| Jeongwon (Zhenyuan) 貞元 정원                     | 785–798 apr. J.-C.                     | 14 ans                                 | Adopté du nom de l'ère de la dynastie Tang de Chine.                                                     |
| Roi Soseong de Silla (r. 798–800 CE)              |                                        |                                        | |
| Jeongwon (Zhenyuan) 貞元 정원                     | 799–800 apr. J.-C.                     | 2 ans                                  | Adopté du nom de l'ère de la dynastie Tang de Chine.                                                     |
| Roi Aejang de Silla (r. 800–809 CE)               |                                        |                                        | |
| Jeongwon (Zhenyuan) 貞元 정원                     | 800–805 apr. J.-C.                     | 6 ans                                  | Adopté du nom de l'ère de la dynastie Tang de Chine.                                                     |
| Yeongjeong (Yongzhen) 永貞 영정                   | 805 apr. J.-C.                         | 5 mois                                 | Adopté du nom de l'ère de la dynastie Tang de Chine.                                                     |
| Wonhwa (Yuanhe) 元和 원화                         | 806–809 apr. J.-C.                     | 4 ans                                  | Adopté du nom de l'ère de la dynastie Tang de Chine.                                                     |
| Roi Heondeok de Silla (r. 809–826 CE)             |                                        |                                        | |
| Wonhwa (Yuanhe) 元和 원화                         | 809–820 apr. J.-C.                     | 12 ans                                 | Adopté du nom de l'ère de la dynastie Tang de Chine.                                                     |
| Janggyeong (Changqing) 長慶 장경                  | 821–824 apr. J.-C.                     | 4 ans                                  | Adopté du nom de l'ère de la dynastie Tang de Chine.                                                     |
| Bolyeok (Baoli) 寶曆 보력                         | 825–826 apr. J.-C.                     | 2 ans                                  | Adopté du nom de l'ère de la dynastie Tang de Chine.                                                     |
| Roi Heungdeok de Silla (r. 826–836 CE)            |                                        |                                        | |
| Bolyeog (Baoli) 寶曆 보력                         | 826–827 apr. J.-C.                     | 2 ans                                  | Adopté du nom de l'ère de la dynastie Tang de Chine.                                                     |
| Daehwa (Dahe) 大和 대화                           | 827–835 apr. J.-C.                     | 9 ans                                  | Adopté du nom de l'ère de la dynastie Tang de Chine.                                                     |
| Gaeseong (Kaicheng) 開成 개성                     | 836 apr. J.-C.                         | 1 an                                   | Adopté du nom de l'ère de la dynastie Tang de Chine.                                                     |
| Roi Huigang de Silla (r. 836–838 CE)              |                                        |                                        | |
| Gaeseong (Kaicheng) 開成 개성                     | 836–838 apr. J.-C.                     | 3 ans                                  | Adopté du nom de l'ère de la dynastie Tang de Chine.                                                     |
| Roi Minae de Silla (r. 838–839 CE)                |                                        |                                        | |
| Gaeseong (Kaicheng) 開成 개성                     | 838–839 apr. J.-C.                     | 2 ans                                  | Adopté du nom de l'ère de la dynastie Tang de Chine.                                                     |
| Roi Sinmu de Silla (r. 839 CE)                    |                                        |                                        | |
| Gaeseong (Kaicheng) 開成 개성                     | 839 apr. J.-C.                         | 7 mois                                 | Adopté du nom de l'ère de la dynastie Tang de Chine.                                                     |
| Roi Munseong de Silla (r. 839–857 CE)             |                                        |                                        | |
| Gaeseong (Kaicheng) 開成 개성                     | 839–840 apr. J.-C.                     | 2 ans                                  | Adopté du nom de l'ère de la dynastie Tang de Chine.                                                     |
| Hoechang (Huichang) 會昌 회창                     | 841–846 apr. J.-C.                     | 6 ans                                  | Adopté du nom de l'ère de la dynastie Tang de Chine.                                                     |
| Daejung (Dazhong) 大中 대중                       | 847–857 apr. J.-C.                     | 11 ans                                 | Adopté du nom de l'ère de la dynastie Tang de Chine.                                                     |
| Roi Heonan de Silla (r. 857–861 CE)               |                                        |                                        | |
| Daejung (Dazhong) 大中 대중                       | 857–860 apr. J.-C.                     | 4 ans                                  | Adopté du nom de l'ère de la dynastie Tang de Chine.                                                     |
| Hamtong (Xiantong) 咸通 함통                      | 860–861 apr. J.-C.                     | 2 ans                                  | Adopté du nom de l'ère de la dynastie Tang de Chine.                                                     |
| Roi Gyeongmun de Silla (r. 861–875 CE)            |                                        |                                        | |
| Hamtong (Xiantong) 咸通 함통                      | 861–875 apr. J.-C.                     | 15 ans                                 | Adopté du nom de l'ère de la dynastie Tang de Chine.                                                     |
| Geonbu (Qianfu) 乾符 건부                         | 875 apr. J.-C.                         | 6 mois                                 | Adopté du nom de l'ère de la dynastie Tang de Chine.                                                     |
| Roi Heongang de Silla (r. 875–886 CE)             |                                        |                                        | |
| Geonbu (Qianfu) 乾符 건부                         | 875–879 apr. J.-C.                     | 5 ans                                  | Adopté du nom de l'ère de la dynastie Tang de Chine.                                                     |
| Gwangmyeong (Guangming) 廣明 광명                 | 880–882 apr. J.-C.                     | 3 ans                                  | Adopté du nom de l'ère de la dynastie Tang de Chine.                                                     |
| Junghwa (Zhonghe) 中和 중화                       | 882–886 apr. J.-C.                     | 5 ans                                  | Adopté du nom de l'ère de la dynastie Tang de Chine.                                                     |
| Gwang-gye (Guangqi) 光啓 광계                     | 886 apr. J.-C.                         | 2 mois                                 | Adopté du nom de l'ère de la dynastie Tang de Chine.                                                     |
| Roi Jeonggang de Silla (r. 886–887 CE)            |                                        |                                        | |
| Gwang-gye (Guangqi) 光啓 광계                     | 886–887 apr. J.-C.                     | 2 ans                                  | Adopté du nom de l'ère de la dynastie Tang de Chine.                                                     |
| Reine Jinseong de Silla (r. 887–897 CE)           |                                        |                                        | |
| Gwang-gye (Guangqi) 光啓 광계                     | 887–888 apr. J.-C.                     | 2 ans                                  | Adopté du nom de l'ère de la dynastie Tang de Chine.                                                     |
| Mundeok (Wende) 文德 문덕                         | 888 apr. J.-C.                         | 11 mois                                | Adopté du nom de l'ère de la dynastie Tang de Chine.                                                     |
| Yong-gi (Longji) 龍紀 광계                        | 889 apr. J.-C.                         | 1 an                                   | Adopté du nom de l'ère de la dynastie Tang de Chine.                                                     |
| Daesun (Dashun) 大順 대순                         | 890–892 apr. J.-C.                     | 3 ans                                  | Adopté du nom de l'ère de la dynastie Tang de Chine.                                                     |
| Gyeongbok (Jingfu) 景福 경복                      | 893 apr. J.-C.                         | 1 an                                   | Adopté du nom de l'ère de la dynastie Tang de Chine.                                                     |
| Geonnyeong (Qianning) 乾寧 건녕                   | 894–897 apr. J.-C.                     | 4 ans                                  | Adopté du nom de l'ère de la dynastie Tang de Chine.                                                     |
| Roi Hyogong de Silla (r. 897–912 CE)              |                                        |                                        | |
| Geonnyeong (Qianning) 乾寧 건녕                   | 897–898 apr. J.-C.                     | 2 ans                                  | Adopté du nom de l'ère de la dynastie Tang de Chine.                                                     |
| Gwanghwa (Guanghua) 光化 광화                     | 898–901 apr. J.-C.                     | 4 ans                                  | Adopté du nom de l'ère de la dynastie Tang de Chine.                                                     |
| Cheonbok (Tianfu) 天復 천복                       | 901–904 apr. J.-C.                     | 4 ans                                  | Adopté du nom de l'ère de la dynastie Tang de Chine.                                                     |
| Cheon-u (Tianyou) 天祐 천우                       | 904–907 apr. J.-C.                     | 4 ans                                  | Adopté du nom de l'ère de la dynastie Tang de Chine.                                                     |
| Gaepyeong (Kaiping) 開平 개평                     | 907–911 apr. J.-C.                     | 5 ans                                  | Adopté du nom de l'ère de la dynastie Liang postérieurs de Chine.                                        |
| Geonhwa (Qianhua) 乾化 건화                       | 911–912 apr. J.-C.                     | 2 ans                                  | Adopté du nom de l'ère de la dynastie Liang postérieurs de Chine.                                        |
| Roi Sindeok de Silla (r. 912–917 CE)              |                                        |                                        | |
| Geonhwa (Qianhua) 乾化 건화                       | 912–913 apr. J.-C.                     | 2 ans                                  | Adopté du nom de l'ère de la dynastie Liang postérieurs de Chine.                                        |
| Bonglyeok (Fengli) 鳳曆 봉력                      | 913 apr. J.-C.                         | 2 mois                                 | Adopté du nom de l'ère de la dynastie Liang postérieurs de Chine.                                        |
| Geonhwa (Qianhua) 乾化 건화                       | 913–915 apr. J.-C.                     | 3 ans                                  | Adopté du nom de l'ère de la dynastie Liang postérieurs de Chine.                                        |
| Jeongmyeong (Zhenming) 貞明 정명                  | 915–917 apr. J.-C.                     | 3 ans                                  | Adopté du nom de l'ère de la dynastie Liang postérieurs de Chine.                                        |
| Roi Gyeongmyeong de Silla (r. 917–924 CE)         |                                        |                                        | |
| Jeongmyeong (Zhenming) 貞明 정명                  | 917–921 apr. J.-C.                     | 5 ans                                  | Adopté du nom de l'ère de la dynastie Liang postérieurs de Chine.                                        |
| Yongdeok (Zhenming) 龍德 용덕                     | 921–923 apr. J.-C.                     | 3 ans                                  | Adopté du nom de l'ère de la dynastie Liang postérieurs de Chine.                                        |
| Donggwang (Tongguang) 同光 동광                   | 923–924 apr. J.-C.                     | 2 ans                                  | Adopté du nom de l'ère de la dynastie Liang postérieurs de Chine.                                        |
| Roi Gyeongae de Silla (r. 924–927 CE)             |                                        |                                        | |
| Donggwang (Tongguang) 同光 동광                   | 924–926 apr. J.-C.                     | 3 ans                                  | Adopté du nom de l'ère de la dynastie Liang postérieurs de Chine.                                        |
| Cheonseong (Tiancheng) 天成 천성                  | 926–927 apr. J.-C.                     | 2 ans                                  | Adopté du nom de l'ère de la dynastie Liang postérieurs de Chine.                                        |
| Roi Gyeongsun de Silla (r. 927–935 CE)            |                                        |                                        | |
| Cheonseong (Tiancheng) 天成 천성                  | 927–930 apr. J.-C.                     | 4 ans                                  | Adopté du nom de l'ère de la dynastie Liang postérieurs de Chine.                                        |
| Jangheung (Changxing) 長興 장흥                   | 930–933 apr. J.-C.                     | 4 ans                                  | Adopté du nom de l'ère de la dynastie Liang postérieurs de Chine.                                        |
| Eungsun (Yingshun) 應順 응순                      | 934 apr. J.-C.                         | 4 mois                                 | Adopté du nom de l'ère de la dynastie Liang postérieurs de Chine.                                        |
| Cheongtae (Qingtai) 淸泰 청태                     | 934–935 apr. J.-C.                     | 2 ans                                  | Adopté du nom de l'ère de la dynastie Liang postérieurs de Chine.                                        |

#### Autres régimes contemporains de Silla
| Nom de l'ère               | Période d'utilisation      | Durée d'utilisation        | Remarque                                                                    |
| Kim Heon-chang (r. 822 CE) | Kim Heon-chang (r. 822 CE) | Kim Heon-chang (r. 822 CE) | Kim Heon-chang (r. 822 CE)                                                  |
| -------------------------- | -------------------------- | -------------------------- | --------------------------------------------------------------------------- |
| Gyeong-un 慶雲 경운        | 822–825 apr. J.-C.         | 4 ans                      | Utilisation poursuivie par Kim Beop-mun lors de son ascension sur le trône. |

### Balhae
| Nom de l'ère                        | Période d'utilisation            | Durée d'utilisation              | Remarque |
| Roi Mu de Balhae (r. 719–737 CE)    | Roi Mu de Balhae (r. 719–737 CE) | Roi Mu de Balhae (r. 719–737 CE) | Roi Mu de Balhae (r. 719–737 CE) |
| ----------------------------------- | -------------------------------- | -------------------------------- | --- |
| Inan 仁安 인안                      | 720–737 apr. J.-C.               | 18 ans                           | L'utilisation pourrait être de 718 apr. J.-C. à 737 apr. J.-C., pour une durée totale de 20 ans ; ou de 719 apr. J.-C. à 737 apr. J.-C., pour une durée totale de 19 ans.                                                                                   |
| Roi Mun de Balhae (r. 737–793 CE)   |                                  |                                  | |
| Daeheung 大興 대흥                  | 738–794 ans                      | 57 ans                           | L'utilisation pourrait être de 737 apr. J.-C. à 774 apr. J.-C., puis de 786 apr. J.-C. à 793 apr. J.-C., pour une durée totale de 45 ans ; ou de 737 apr. J.-C. à 774 apr. J.-C., puis de 785 apr. J.-C. à 793 apr. J.-C., pour une durée totale de 46 ans. |
| Boryeok 寶曆 보력                   | 774–785 apr. J.-C.               | 12 ans                           | L'utilisation peut aller de 774 apr. J.-C. à 786 apr. J.-C., pour une durée totale de 13 ans. Par la suite, revint Daeheung (大興; 대흥 ). |
| Roi Seong de Balhae (r. 793–794 CE) |                                  |                                  | |
| Jungheung 中興 중흥                 | 794 apr. J.-C.                   | 1 an                             | |
| Roi Gang de Balhae (r. 794–809 CE)  |                                  |                                  | |
| Jeongnyeok 正曆 정력                | 795–809 apr. J.-C.               | 15 ans                           | L'utilisation peut aller de 794 apr. J.-C. à 808 apr. J.-C., pour une durée totale de 15 ans ; ou de 795 apr. J.-C. à 807 apr. J.-C., pour une durée totale de 13 ans.                                                                                      |
| Roi Jeong de Balhae (r. 809–812 CE) |                                  |                                  | |
| Yeongdeok 永德 영덕                 | 810–812 apr. J.-C.               | 3 ans                            | L'utilisation peut aller de 808 apr. J.-C. à 812 apr. J.-C., pour une durée totale de 5 ans ; ou de 808 apr. J.-C. à 811 apr. J.-C., pour une durée totale de 4 ans.                                                                                        |
| Roi Hui de Balhae (r. 812–817 CE)   |                                  |                                  | |
| Jujak 朱雀 주작                     | 813–817 apr. J.-C.               | 5 ans                            | L'utilisation peut aller de 812 apr. J.-C. à 817 apr. J.-C., pour une durée totale de 6 ans ; ou de 812 apr. J.-C. à 816 apr. J.-C., pour une durée totale de 5 ans.                                                                                        |
| Roi Gan de Balhae (r. 817–818 CE)   |                                  |                                  | |
| Taesi 太始 태시                     | 818 apr. J.-C.                   | 1 an                             | L'utilisation peut aller de 813 apr. J.-C. à 817 apr. J.-C., pour une durée totale de 5 ans ; ou de 817 apr. J.-C. à 818 apr. J.-C., pour une durée totale de 2 ans.                                                                                        |
| Roi Seon de Balhae (r. 818–830 CE)  |                                  |                                  | |
| Geonheung 建興 건흥                 | 819–830 apr. J.-C.               | 12 ans                           | L'utilisation peut aller de 818 apr. J.-C. à 830 apr. J.-C., pour une durée totale de 13 ans. |
| Dae Ijin (r. 830–857 CE)            |                                  |                                  | |
| Hamhwa 咸和 함화                    | 831–857 apr. J.-C.               | 27 ans                           | |

### Baekje postérieurs
| Nom de l'ère               | Période d'utilisation      | Durée d'utilisation        | Remarque                                                                     |
| Gyeon Hwon (r. 892–935 CE) | Gyeon Hwon (r. 892–935 CE) | Gyeon Hwon (r. 892–935 CE) | Gyeon Hwon (r. 892–935 CE)                                                   |
| -------------------------- | -------------------------- | -------------------------- | ---------------------------------------------------------------------------- |
| Jeonggae 正開 정개         | 900–936 CE                 | 37 ans                     | Utilisation poursuivie par Gyeon Singeom lors de son ascension sur le trône. |

### Taebong
| Nom de l'ère                  | Période d'utilisation   | Durée d'utilisation     | Remarque                |
| Gung Ye (r. 901–918 CE)       | Gung Ye (r. 901–918 CE) | Gung Ye (r. 901–918 CE) | Gung Ye (r. 901–918 CE) |
| ----------------------------- | ----------------------- | ----------------------- | ----------------------- |
| Mutae 武泰 무태               | 904–905 apr. J.-C.      | 2 ans                   |                         |
| Seongchaek 聖冊 성책          | 905–911 apr. J.-C.      | 7 ans                   |                         |
| Sudeokmanse 水德萬歲 수덕만세 | 911–914 apr. J.-C.      | 4 ans                   |                         |
| Jeonggae 政開 정개            | 914–918 apr. J.-C.      | 5 ans                   |                         |

### Goryeo
| Nom de l'ère                                             | Période d'utilisation               | Durée d'utilisation                 | Remarque                                                                    |
| Roi Taejo de Goryeo (r. 918–943 CE)                      | Roi Taejo de Goryeo (r. 918–943 CE) | Roi Taejo de Goryeo (r. 918–943 CE) | Roi Taejo de Goryeo (r. 918–943 CE)                                         |
| -------------------------------------------------------- | ----------------------------------- | ----------------------------------- | --------------------------------------------------------------------------- |
| Cheonsu 天授 천수                                        | 918–933 apr. J.-C.                  | 16 ans                              |                                                                             |
| Jangheung (Changxing) 長興 장흥                          | 933 apr. J.-C.                      | 10 mois                             | Adopté le nom de l'ère de la dynastie Tang postérieurs de Chine.            |
| Eungsun (Yingshun) 應順 응순                             | 934 apr. J.-C.                      | 4 mois                              | Adopté le nom de l'ère de la dynastie Tang postérieurs de Chine.            |
| Cheongtae (Qingtai) 淸泰 청태                            | 934–938 apr. J.-C.                  | 5 ans                               | Adopté le nom de l'ère de la dynastie Tang postérieurs de Chine.            |
| Cheonbok (Tianfu) 天福 천복                              | 938–943 apr. J.-C.                  | 6 ans                               | Adopté le nom de l'ère de la dynastie Jin postérieurs de Chine.             |
| Roi Hyejong de Goryeo (r. 943–945 CE)                    |                                     |                                     |                                                                             |
| Cheonbok (Tianfu) 天福 천복                              | 944 apr. J.-C.                      | 7 mois                              | Adopté le nom de l'ère de la dynastie Jin postérieurs de Chine.             |
| Gaeun (Kaiyun) 開運 개운                                 | 944–945 apr. J.-C.                  | 2 ans                               | Adopté le nom de l'ère de la dynastie Jin postérieurs de Chine.             |
| Roi Jeongjong de Goryeo (r. 945–949 CE)                  |                                     |                                     |                                                                             |
| Gaeun (Kaiyun) 開運 개운                                 | 946–948 apr. J.-C.                  | 3 ans                               | Adopté le nom de l'ère de la dynastie Jin postérieurs de Chine.             |
| Geonu (Qianyou) 乾祐 건우                                | 948–949 apr. J.-C.                  | 2 ans                               | Adopté le nom de l'ère de la dynastie Han postérieurs de Chine.             |
| Roi Gwangjong de Goryeo (r. 949–975 CE)                  |                                     |                                     |                                                                             |
| Gwangdeok 光德 광덕                                      | 949–952 apr. J.-C.                  | 4 ans                               |                                                                             |
| Gwangsun (Guangshun) 廣順 광순                           | 952–954 apr. J.-C.                  | 3 ans                               | Adopté le nom de l'ère de la dynastie Zhou postérieurs de Chine.            |
| Hyeondeok (Xiande) 顯德 현덕                             | 954–960 apr. J.-C.                  | 7 ans                               | Adopté le nom de l'ère de la dynastie Zhou postérieurs de Chine.            |
| Junpung 峻豊 준풍                                        | 960–963 apr. J.-C.                  | 4 ans                               |                                                                             |
| Geondeok (Qiande) 乾德 건덕                              | 963–968 apr. J.-C.                  | 6 ans                               | Adopté le nom de l'ère de la dynastie Song de Chine.                        |
| Gaebo (Kaibao) 開寶 개보                                 | 968–975 apr. J.-C.                  | 8 ans                               | Adopté le nom de l'ère de la dynastie Song de Chine.                        |
| Roi Gyeongjong de Goryeo (r. 975–981 CE)                 |                                     |                                     |                                                                             |
| Gaebo (Kaibao) 開寶 개보                                 | 976 apr. J.-C.                      | 1 an                                | Adopté le nom de l'ère de la dynastie Song de Chine.                        |
| Taepyeongheungguk (Taipingxingguo) 太平興國 태평흥국     | 976–981 apr. J.-C.                  | 6 ans                               | Adopté le nom de l'ère de la dynastie Song de Chine.                        |
| Roi Seongjong de Goryeo (r. 981–997 CE)                  |                                     |                                     |                                                                             |
| Taepyeongheungguk (Taipingxingguo) 太平興國 태평흥국     | 982–984 apr. J.-C.                  | 3 ans                               | Adopté le nom de l'ère de la dynastie Song de Chine.                        |
| Onghui (Yongxi) 雍熙 옹희                                | 984–987 apr. J.-C.                  | 4 ans                               | Adopté le nom de l'ère de la dynastie Song de Chine.                        |
| Dangong (Duangong) 端拱 단공                             | 988–989 apr. J.-C.                  | 2 ans                               | Adopté le nom de l'ère de la dynastie Song de Chine.                        |
| Sunhwa (Chunhua) 淳化 순화                               | 990–994 apr. J.-C.                  | 5 ans                               | Adopté le nom de l'ère de la dynastie Song de Chine.                        |
| Tonghwa (Tonghe) 統和 통화                               | 994–997 apr. J.-C.                  | 4 ans                               | Adopté le nom de l'ère de la dynastie Liao de Chine.                        |
| Roi Mokjong de Goryeo (r. 997–1009 CE)                   |                                     |                                     |                                                                             |
| Tonghwa (Tonghe) 統和 통화                               | 998–1009 apr. J.-C.                 | 12 ans                              | Adopté le nom de l'ère de la dynastie Liao de Chine.                        |
| Roi Hyeonjong de Goryeo (r. 1009–1031 CE)                |                                     |                                     |                                                                             |
| Tonghwa (Tonghe) 統和 통화                               | 1010–1012 apr. J.-C.                | 3 ans                               | Adopté le nom de l'ère de la dynastie Liao de Chine.                        |
| Gaetae (Kaitai) 開泰 개태                                | 1012–1015 apr. J.-C.                | 4 ans                               | Adopté le nom de l'ère de la dynastie Liao de Chine.                        |
| Daejungsangbu (Dazhongxiangfu) 大中祥符 대중상부         | 1016 apr. J.-C.                     | 1 an                                | Adopté le nom de l'ère de la dynastie Song de Chine.                        |
| Cheonhui (Tianxi) 天禧 천희                              | 1017–1022 apr. J.-C.                | 6 ans                               | Adopté le nom de l'ère de la dynastie Song de Chine.                        |
| Geonheung (Qianxing) 乾興 건흥                           | 1022 apr. J.-C.                     | 3 mois                              | Adopté le nom de l'ère de la dynastie Song de Chine.                        |
| Taepyeong (Taiping) 太平 태평                            | 1022–1031 apr. J.-C.                | 10 a                                | Adopté le nom de l'ère de la dynastie Liao de Chine.                        |
| Roi Deokjong de Goryeo (r. 1031–1034 CE)                 |                                     |                                     |                                                                             |
| Taepyeong (Taiping) 太平 태평                            | 1032–1034 apr. J.-C.                | 3 ans                               | Adopté le nom de l'ère de la dynastie Liao de Chine.                        |
| Roi Jeongjong de Goryeo (r. 1034–1046 CE)                |                                     |                                     |                                                                             |
| Taepyeong (Taiping) 太平 태평                            | 1035–1038 apr. J.-C.                | 4 ans                               | Adopté le nom de l'ère de la dynastie Liao de Chine.                        |
| Junghui (Chongxi) 重熙 태평                              | 1038–1046 apr. J.-C.                | 9 ans                               | Adopté le nom de l'ère de la dynastie Liao de Chine.                        |
| Roi Munjong de Goryeo (r. 1046–1083 CE)                  |                                     |                                     |                                                                             |
| Junghui (Chongxi) 重熙 태평                              | 1047–1055 apr. J.-C.                | 9 ans                               | Adopté le nom de l'ère de la dynastie Liao de Chine.                        |
| Cheongnyeong (Qingning) 淸寧 청녕                        | 1055–1064 apr. J.-C.                | 10 ans                              | Adopté le nom de l'ère de la dynastie Liao de Chine.                        |
| Hamong (Xianyong) 咸雍 함옹                              | 1065–1074 apr. J.-C.                | 10 ans                              | Adopté le nom de l'ère de la dynastie Liao de Chine.                        |
| Daegang (Dakang) 大康 대강                               | 1075–1082 apr. J.-C.                | 8 ans                               | Adopté le nom de l'ère de la dynastie Liao de Chine.                        |
| Roi Sunjong de Goryeo (r. 1083 CE)                       |                                     |                                     |                                                                             |
| Daegang (Dakang) 大康 대강                               | 1083 apr. J.-C.                     | 1 an                                | Adopté le nom de l'ère de la dynastie Liao de Chine.                        |
| Roi Seonjong de Goryeo (r. 1083–1094 CE)                 |                                     |                                     |                                                                             |
| Daegang (Dakang) 大康 대강                               | 1084 apr. J.-C.                     | 1 an                                | Adopté le nom de l'ère de la dynastie Liao de Chine.                        |
| Daean (Da'an) 大安 대안                                  | 1085–1094 apr. J.-C.                | 10 ans                              | Adopté le nom de l'ère de la dynastie Liao de Chine.                        |
| Roi Heonjong de Goryeo (r. 1094–1095 CE)                 |                                     |                                     |                                                                             |
| Suchang (Shouchang) 壽昌 수창                            | 1095 apr. J.-C.                     | 1 an                                | Adopté le nom de l'ère de la dynastie Liao de Chine.                        |
| Roi Sukjong de Goryeo (r. 1095–1105 CE)                  |                                     |                                     |                                                                             |
| Suchang (Shouchang) 壽昌 수창                            | 1096–1101 apr. J.-C.                | 6 ans                               | Adopté le nom de l'ère de la dynastie Liao de Chine.                        |
| Geontong (Qiantong) 乾統 건통                            | 1101–1105 apr. J.-C.                | 5 ans                               | Adopté le nom de l'ère de la dynastie Liao de Chine.                        |
| Roi Yejong de Goryeo (r. 1105–1122 CE)                   |                                     |                                     |                                                                             |
| Geontong (Qiantong) 乾統 건통                            | 1106–1110 apr. J.-C.                | 5 ans                               | Adopté le nom de l'ère de la dynastie Liao de Chine.                        |
| Cheongyeong (Tianqing) 天慶 천경                         | 1111–1116 apr. J.-C.                | 6 ans                               | Adopté le nom de l'ère de la dynastie Liao de Chine.                        |
| Roi Injong de Goryeo (r. 1122–1146 CE)                   |                                     |                                     |                                                                             |
| Hwangtong (Huangtong) 皇統 황통                          | 1141–1146 apr. J.-C.                | 6 ans                               | Adopté au nom de l'ère de la dynastie Jin de Chine.                         |
| Roi Uijong de Goryeo (r. 1146–1170 CE)                   |                                     |                                     |                                                                             |
| Hwangtong (Huangtong) 皇統 황통                          | 1147–1149 apr. J.-C.                | 3 ans                               | Adopté au nom de l'ère de la dynastie Jin de Chine.                         |
| Cheondeok (Tiande) 天德 천덕                             | 1149–1153 apr. J.-C.                | 5 ans                               | Adopté au nom de l'ère de la dynastie Jin de Chine.                         |
| Jeongwon (Zhenyuan) 貞元 정원                            | 1153–1156 apr. J.-C.                | 4 ans                               | Adopté au nom de l'ère de la dynastie Jin de Chine.                         |
| Jeongryung (Zhenglong) 正隆 정륭                         | 1156–1161 apr. J.-C.                | 6 ans                               | Adopté au nom de l'ère de la dynastie Jin de Chine.                         |
| Daejeong (Dading) 大定 대정                              | 1161–1170 apr. J.-C.                | 10 ans                              | Adopté au nom de l'ère de la dynastie Jin de Chine.                         |
| Roi Myeongjong de Goryeo (r. 1170–1197 CE)               |                                     |                                     |                                                                             |
| Daejeong (Dading) 大定 대정                              | 1171–1189 apr. J.-C.                | 19 ans                              | Adopté au nom de l'ère de la dynastie Jin de Chine.                         |
| Myeongchang (Mingchang) 明昌 명창                        | 1190–1196 apr. J.-C.                | 7 ans                               | Adopté au nom de l'ère de la dynastie Jin de Chine.                         |
| Seung-an (Cheng'an) 承安 승안                            | 1196–1197 apr. J.-C.                | 2 ans                               | Adopté au nom de l'ère de la dynastie Jin de Chine.                         |
| Roi Sinjong de Goryeo (r. 1197–1204 CE)                  |                                     |                                     |                                                                             |
| Seung-an (Cheng'an) 承安 승안                            | 1198–1200 apr. J.-C.                | 3 ans                               | Adopté au nom de l'ère de la dynastie Jin de Chine.                         |
| Taehwa (Taihe) 泰和 태화                                 | 1201–1204 apr. J.-C.                | 4 ans                               | Adopté au nom de l'ère de la dynastie Jin de Chine.                         |
| Roi Huijong de Goryeo (r. 1204–1211 CE)                  |                                     |                                     |                                                                             |
| Taehwa (Taihe) 泰和 태화                                 | 1205–1208 apr. J.-C.                | 4 ans                               | Adopté au nom de l'ère de la dynastie Jin de Chine.                         |
| Daean (Da'an) 大安 대안                                  | 1209–1211 apr. J.-C.                | 3 ans                               | Adopté au nom de l'ère de la dynastie Jin de Chine.                         |
| Roi Gangjong de Goryeo (r. 1211–1213 CE)                 |                                     |                                     |                                                                             |
| Sunggyeong (Chongqing) 崇慶 숭경                         | 1212–1213 apr. J.-C.                | 2 ans                               | Adopté au nom de l'ère de la dynastie Jin de Chine.                         |
| Jinyeong (Zhining) 至寧 지녕                             | 1213 apr. J.-C.                     | 5 mois                              | Adopté au nom de l'ère de la dynastie Jin de Chine.                         |
| Jeong-u (Zhenyou) 貞祐 정우                              | 1213 apr. J.-C.                     | 3 mois                              | Adopté au nom de l'ère de la dynastie Jin de Chine.                         |
| Roi Gojong de Goryeo (r. 1213–1259 CE)                   |                                     |                                     |                                                                             |
| Jeong-u (Zhenyou) 貞祐 정우                              | 1214–1224 apr. J.-C.                | 11 ans                              | Adopté au nom de l'ère de la dynastie Jin de Chine.                         |
| Roi Wonjong de Goryeo (r. 1260–1274 CE)                  |                                     |                                     |                                                                             |
| Jungtong (Zhongtong) 中統 중통                           | 1260–1264 apr. J.-C.                | 5 ans                               | Adopté du nom de l'ère de la dynastie Yuan de Chine.                        |
| Jiwon (Zhiyuan) 至元 지원                                | 1264–1274 apr. J.-C.                | 11 ans                              | Adopté du nom de l'ère de la dynastie Yuan de Chine.                        |
| Roi Chungnyeol de Goryeo (r. 1274–1308 CE)               |                                     |                                     |                                                                             |
| Jiwon (Zhiyuan) 至元 지원                                | 1275–1294 apr. J.-C.                | 20 ans                              | Adopté du nom de l'ère de la dynastie Yuan de Chine.                        |
| Wonjeong (Yuanzhen) 元貞 원정                            | 1295–1297 apr. J.-C.                | 3 ans                               | Adopté du nom de l'ère de la dynastie Yuan de Chine.                        |
| Daedeok (Dade) 大德 대덕                                 | 1297–1307 apr. J.-C.                | 11 ans                              | Adopté du nom de l'ère de la dynastie Yuan de Chine.                        |
| Jidae (Zhida) 至大 지대                                  | 1308 apr. J.-C.                     | 1 an                                | Adopté du nom de l'ère de la dynastie Yuan de Chine.                        |
| Roi Chungseon de Goryeo (r. 1308–1313 CE)                |                                     |                                     |                                                                             |
| Jidae (Zhida) 至大 지대                                  | 1309–1311 apr. J.-C.                | 3 ans                               | Adopté du nom de l'ère de la dynastie Yuan de Chine.                        |
| Hwanggyeong (Huangqing) 皇慶 황경                        | 1312–1313 apr. J.-C.                | 2 ans                               | Adopté du nom de l'ère de la dynastie Yuan de Chine.                        |
| Roi Chungsuk de Goryeo (r. 1313–1330 CE; premier règne)  |                                     |                                     |                                                                             |
| Yeonu (Yanyou) 延祐 연우                                 | 1314–1320 apr. J.-C.                | 7 ans                               | Adopté du nom de l'ère de la dynastie Yuan de Chine.                        |
| Jichi (Zhizhi) 至治 지치                                 | 1321–1323 apr. J.-C.                | 4 ans                               | Adopté du nom de l'ère de la dynastie Yuan de Chine.                        |
| Taejeong (Taiding) 泰定 태정                             | 1324–1328 apr. J.-C.                | 5 ans                               | Adopté du nom de l'ère de la dynastie Yuan de Chine.                        |
| Chihwa (Zhihe) 致和 치화                                 | 1328 apr. J.-C.                     | 8 mois                              | Adopté du nom de l'ère de la dynastie Yuan de Chine.                        |
| Cheonsun (Tianshun) 天順 천순                            | 1328 apr. J.-C.                     | 1 mois                              | Adopté du nom de l'ère de la dynastie Yuan de Chine.                        |
| Cheollyeok (Tianli) 天曆 천력                            | 1328–1330 apr. J.-C.                | 3 ans                               | Adopté du nom de l'ère de la dynastie Yuan de Chine.                        |
| Jisun (Zhishun) 至順 지순                                | 1330 apr. J.-C.                     | 8 mois                              | Adopté du nom de l'ère de la dynastie Yuan de Chine.                        |
| Roi Chunghye de Goryeo (r. 1330–1332 CE; premier règne)  |                                     |                                     |                                                                             |
| Jisun (Zhishun) 至順 지순                                | 1331–1332 apr. J.-C.                | 2 ans                               | Adopté du nom de l'ère de la dynastie Yuan de Chine.                        |
| Roi Chungsuk de Goryeo (r. 1332–1339 CE; deuxième règne) |                                     |                                     |                                                                             |
| Jisun (Zhishun) 至順 지순                                | 1332–1333 apr. J.-C.                | 2 ans                               | Adopté du nom de l'ère de la dynastie Yuan de Chine.                        |
| Wontong (Yuantong) 元統 원통                             | 1333–1335 apr. J.-C.                | 3 ans                               | Adopté du nom de l'ère de la dynastie Yuan de Chine.                        |
| Jiwon (Zhiyuan) 至元 지원                                | 1335–1339 apr. J.-C.                | 5 ans                               | Adopté du nom de l'ère de la dynastie Yuan de Chine.                        |
| Roi Chunghye de Goryeo (r. 1339–1344 CE; deuxième règne) |                                     |                                     |                                                                             |
| Jiwon (Zhiyuan) 至元 지원                                | 1340 apr. J.-C.                     | 1 an                                | Adopté du nom de l'ère de la dynastie Yuan de Chine.                        |
| Jijeong (Zhizheng) 至正 지정                             | 1341–1344 apr. J.-C.                | 4 ans                               | Adopté du nom de l'ère de la dynastie Yuan de Chine.                        |
| Roi Chungmok de Goryeo (r. 1344–1348 CE)                 |                                     |                                     |                                                                             |
| Jijeong (Zhizheng) 至正 지정                             | 1345–1348 apr. J.-C.                | 4 ans                               | Adopté du nom de l'ère de la dynastie Yuan de Chine.                        |
| Roi Chungjeong de Goryeo (r. 1349–1351 CE)               |                                     |                                     |                                                                             |
| Jijeong (Zhizheng) 至正 지정                             | 1349–1351 apr. J.-C.                | 3 ans                               | Adopté du nom de l'ère de la dynastie Yuan de Chine.                        |
| Roi Gongmin de Goryeo (r. 1351–1374 CE)                  |                                     |                                     |                                                                             |
| Jijeong (Zhizheng) 至正 지정                             | 1352–1369 apr. J.-C.                | 18 ans                              | Adopté du nom de l'ère de la dynastie Yuan et de la dynastie Song de Chine. |
| Hongmu (Hongwu) 洪武 홍무                                | 1370–1374 apr. J.-C.                | 5 ans                               | Adopté du nom de l'ère de la dynastie Ming de Chine.                        |
| Wang U (r. 1374–1388 CE)                                 |                                     |                                     |                                                                             |
| Hongmu (Hongwu) 洪武 홍무                                | 1375–1377 apr. J.-C.                | 3 ans                               | Adopté du nom de l'ère de la dynastie Ming de Chine.                        |
| Seongwang (Xuanguang) 宣光 선광                          | 1377–1378 apr. J.-C.                | 2 ans                               | Adopté du nom de l'ère de la dynastie Yuan du Nord de Chine.                |
| Hongmu (Hongwu) 洪武 홍무                                | 1378–1388 apr. J.-C.                | 11 ans                              | Adopté du nom de l'ère de la dynastie Ming de Chine.                        |
| Wang Chang (r. 1388–1389 CE)                             |                                     |                                     |                                                                             |
| Hongmu (Hongwu) 洪武 홍무                                | 1388–1389 apr. J.-C.                | 2 ans                               | Adopté du nom de l'ère de la dynastie Ming de Chine.                        |
| Roi Gongyang de Goryeo (r. 1389–1392 CE)                 |                                     |                                     |                                                                             |
| Hongmu (Hongwu) 洪武 홍무                                | 1389–1392 apr. J.-C.                | 4 ans                               | Adopté du nom de l'ère de la dynastie Ming de Chine.                        |

#### Autres régimes contemporains de Goryeo
| Nom de l'ère           | Période d'utilisation  | Durée d'utilisation    | Remarque               |
| Myocheong (r. 1135 CE) | Myocheong (r. 1135 CE) | Myocheong (r. 1135 CE) | Myocheong (r. 1135 CE) |
| ---------------------- | ---------------------- | ---------------------- | ---------------------- |
| Cheongae 天開 천개     | 1135 apr. J.-C.        | 1 an                   |                        |

### Joseon
| Nom de l'ère                                                          | Période d'utilisation                 | Durée d'utilisation                   | Remarque |
| Roi Taejo de Joseon (r. 1392–1398 CE)                                 | Roi Taejo de Joseon (r. 1392–1398 CE) | Roi Taejo de Joseon (r. 1392–1398 CE) | Roi Taejo de Joseon (r. 1392–1398 CE) |
| --------------------------------------------------------------------- | ------------------------------------- | ------------------------------------- | --- |
| Hongmu (Hongwu) 洪武 홍무                                             | 1392–1398 apr. J.-C.                  | 7 ans                                 | Adopté du nom de l'ère de la dynastie Ming de Chine. |
| Roi Jeongjong de Joseon (r. 1398–1400 CE)                             |                                       |                                       | |
| Geonmun (Jianwen) 建文 건문                                           | 1399–1400 apr. J.-C.                  | 2 ans                                 | Adopté du nom de l'ère de la dynastie Ming de Chine. |
| Roi Taejong de Joseon (r. 1400–1418 CE)                               |                                       |                                       | |
| Geonmun (Jianwen) 建文 건문                                           | 1401–1402 apr. J.-C.                  | 2 ans                                 | Adopté du nom de l'ère de la dynastie Ming de Chine. |
| Hongmu (Hongwu) 洪武 홍무                                             | 1402 apr. J.-C.                       | 7 mois                                | Adopté du nom de l'ère de la dynastie Ming de Chine. |
| Yeongnak (Yongle) 永樂 영락                                           | 1403–1418 apr. J.-C.                  | 16 ans                                | Adopté du nom de l'ère de la dynastie Ming de Chine. |
| Roi Sejong de Joseon (r. 1418–1450 CE)                                |                                       |                                       | |
| Yeongnak (Yongle) 永樂 영락                                           | 1419–1424 apr. J.-C.                  | 6 ans                                 | Adopté du nom de l'ère de la dynastie Ming de Chine. |
| Honghui (Hongxi) 洪熙 홍희                                            | 1425 apr. J.-C.                       | 1 an                                  | Adopté du nom de l'ère de la dynastie Ming de Chine. |
| Seondeok (Xuande) 宣德 선덕                                           | 1426–1435 apr. J.-C.                  | 10 ans                                | Adopté du nom de l'ère de la dynastie Ming de Chine. |
| Jeongtong (Zhengtong) 正統 정통                                       | 1436–1449 apr. J.-C.                  | 14 ans                                | Adopté du nom de l'ère de la dynastie Ming de Chine. |
| Gyeongtae (Jingtai) 景泰 경태                                         | 1450 apr. J.-C.                       | 1 an                                  | Adopté du nom de l'ère de la dynastie Ming de Chine. |
| Roi Munjong de Joseon (r. 1450–1452 CE)                               |                                       |                                       | |
| Gyeongtae (Jingtai) 景泰 경태                                         | 1451–1452 apr. J.-C.                  | 2 ans                                 | Adopté du nom de l'ère de la dynastie Ming de Chine. |
| Roi Danjong de Joseon (r. 1452–1455 CE)                               |                                       |                                       | |
| Gyeongtae (Jingtai) 景泰 경태                                         | 1453–1455 apr. J.-C.                  | 3 ans                                 | Adopté du nom de l'ère de la dynastie Ming de Chine. |
| Roi Sejo de Joseon (r. 1455–1468 CE)                                  |                                       |                                       | |
| Gyeongtae (Jingtai) 景泰 경태                                         | 1455–1457 apr. J.-C.                  | 3 ans                                 | Adopté du nom de l'ère de la dynastie Ming de Chine. |
| Cheonsun (Tianshun) 天順 천순                                         | 1457–1464 apr. J.-C.                  | 8 ans                                 | Adopté du nom de l'ère de la dynastie Ming de Chine. |
| Seonghwa (Chenghua) 成化 성화                                         | 1465–1468 apr. J.-C.                  | 4 ans                                 | Adopté du nom de l'ère de la dynastie Ming de Chine. |
| Roi Yejong de Joseon (r. 1468–1469 CE)                                |                                       |                                       | |
| Seonghwa (Chenghua) 成化 성화                                         | 1469 apr. J.-C.                       | 1 an                                  | Adopté du nom de l'ère de la dynastie Ming de Chine. |
| Roi Seongjong de Joseon (r. 1469–1494 CE)                             |                                       |                                       | |
| Seonghwa (Chenghua) 成化 성화                                         | 1470–1487 apr. J.-C.                  | 18 ans                                | Adopté du nom de l'ère de la dynastie Ming de Chine. |
| Hongchi (Hongzhi) 弘治 홍치                                           | 1488–1494 apr. J.-C.                  | 7 ans                                 | Adopté du nom de l'ère de la dynastie Ming de Chine. |
| Yi Yung (r. 1494–1506 CE)                                             |                                       |                                       | |
| Hongchi (Hongzhi) 弘治 홍치                                           | 1495–1505 apr. J.-C.                  | 11 ans                                | Adopté du nom de l'ère de la dynastie Ming de Chine. |
| Jeongdeok (Zhengde) 正德 정덕                                         | 1506 apr. J.-C.                       | 9 mois                                | Adopté du nom de l'ère de la dynastie Ming de Chine. |
| Roi Jungjong de Joseon (r. 1506–1544 CE)                              |                                       |                                       | |
| Jeongdeok (Zhengde) 正德 정덕                                         | 1506–1521 apr. J.-C.                  | 16 ans                                | Adopté du nom de l'ère de la dynastie Ming de Chine. |
| Gajeong (Jiajing) 嘉靖 가정                                           | 1522–1544 apr. J.-C.                  | 23 ans                                | Adopté du nom de l'ère de la dynastie Ming de Chine. |
| Roi Injong de Joseon (r. 1544–1545 CE)                                |                                       |                                       | |
| Gajeong (Jiajing) 嘉靖 가정                                           | 1545 apr. J.-C.                       | 1 an                                  | Adopté du nom de l'ère de la dynastie Ming de Chine. |
| Roi Myeongjong de Joseon (r. 1545–1567 CE)                            |                                       |                                       | |
| Gajeong (Jiajing) 嘉靖 가정                                           | 1546–1566 apr. J.-C.                  | 21 ans                                | Adopté du nom de l'ère de la dynastie Ming de Chine. |
| Yunggyeong (Longqing) 隆慶 융경                                       | 1567 apr. J.-C.                       | 1 an                                  | Adopté du nom de l'ère de la dynastie Ming de Chine. |
| Roi Seonjo de Joseon (r. 1567–1608 CE)                                |                                       |                                       | |
| Yunggyeong (Longqing) 隆慶 융경                                       | 1568–1572 apr. J.-C.                  | 5 ans                                 | Adopté du nom de l'ère de la dynastie Ming de Chine. |
| Mallyeok (Wanli) 萬曆 만력                                            | 1573–1608 apr. J.-C.                  | 36 ans                                | Adopté du nom de l'ère de la dynastie Ming de Chine. |
| Yi Hon (r. 1608–1623 CE)                                              |                                       |                                       | |
| Mallyeok (Wanli) 萬曆 만력                                            | 1609–1620 apr. J.-C.                  | 12 ans                                | Adopté du nom de l'ère de la dynastie Ming de Chine. |
| Taechang (Taichang) 泰昌 태창                                         | 1620–1621 apr. J.-C.                  | 4 mois                                | Adopté du nom de l'ère de la dynastie Ming de Chine. |
| Cheongye (Tianqi) 天啓 천계                                           | 1621–1623 apr. J.-C.                  | 3 ans                                 | Adopté du nom de l'ère de la dynastie Ming de Chine. |
| Roi Injo de Joseon (r. 1623–1649 CE)                                  |                                       |                                       | |
| Cheongye (Tianqi) 天啓 천계                                           | 1623–1627 apr. J.-C.                  | 5 ans                                 | Adopté du nom de l'ère de la dynastie Ming de Chine. |
| Sungjeong (Chongzhen) 崇禎 숭정                                       | 1628–1637 apr. J.-C.                  | 10 ans                                | Adopté du nom de l'ère de la dynastie Ming de Chine.L'utilisation s'est poursuivie de manière informelle au sein de la cour royale de Joseon après 1637 jusqu'au XIXe siècle. |
| Sungdeok (Chongde) 崇德 숭덕                                          | 1637–1643 apr. J.-C.                  | 7 ans                                 | Adopté le nom de l'ère de la dynastie Qing de Chine. |
| Sunchi (Shunzhi) 順治 순치                                            | 1644–1649 apr. J.-C.                  | 6 ans                                 | Adopté le nom de l'ère de la dynastie Qing de Chine. |
| Roi Hyojong de Joseon (r. 1649–1659 CE)                               |                                       |                                       | |
| Sunchi (Shunzhi) 順治 순치                                            | 1650–1659 apr. J.-C.                  | 10 ans                                | Adopté le nom de l'ère de la dynastie Qing de Chine. |
| Roi Hyeonjong de Joseon (r. 1659–1674 CE)                             |                                       |                                       | |
| Sunchi (Shunzhi) 順治 순치                                            | 1660–1661 apr. J.-C.                  | 2 ans                                 | Adopté le nom de l'ère de la dynastie Qing de Chine. |
| Ganghui (Kangxi) 康熙 강희                                            | 1662–1674 apr. J.-C.                  | 13 ans                                | Adopté le nom de l'ère de la dynastie Qing de Chine. |
| Roi Sukjong de Joseon (r. 1674–1720 CE)                               |                                       |                                       | |
| Ganghui (Kangxi) 康熙 강희                                            | 1675–1720 apr. J.-C.                  | 46 ans                                | Adopté le nom de l'ère de la dynastie Qing de Chine. |
| Roi Gyeongjong de Joseon (r. 1720–1724 CE)                            |                                       |                                       | |
| Ganghui (Kangxi) 康熙 강희                                            | 1721–1722 apr. J.-C.                  | 2 ans                                 | Adopté le nom de l'ère de la dynastie Qing de Chine. |
| Ongjeong (Yongzheng) 雍正 옹정                                        | 1723–1724 apr. J.-C.                  | 2 ans                                 | Adopté le nom de l'ère de la dynastie Qing de Chine. |
| Roi Yeongjo de Joseon (r. 1724–1776 CE)                               |                                       |                                       | |
| Ongjeong (Yongzheng) 雍正 옹정                                        | 1725–1735 apr. J.-C.                  | 11 ans                                | Adopté le nom de l'ère de la dynastie Qing de Chine. |
| Geollyung (Qianlong) 乾隆 건륭                                        | 1736–1776 apr. J.-C.                  | 41 ans                                | Adopté le nom de l'ère de la dynastie Qing de Chine. |
| Roi Jeongjo de Joseon (r. 1776–1800 CE)                               |                                       |                                       | |
| Geollyung (Qianlong) 乾隆 건륭                                        | 1777–1795 apr. J.-C.                  | 19 ans                                | Adopté le nom de l'ère de la dynastie Qing de Chine. |
| Gagyeong (Jiaqing) 嘉慶 가경                                          | 1796–1800 apr. J.-C.                  | 5 ans                                 | Adopté le nom de l'ère de la dynastie Qing de Chine. |
| Roi Sunjo de Joseon (r. 1800–1834 CE)                                 |                                       |                                       | |
| Gagyeong (Jiaqing) 嘉慶 가경                                          | 1801–1820 apr. J.-C.                  | 20 ans                                | Adopté le nom de l'ère de la dynastie Qing de Chine. |
| Dogwang (Daoguang) 道光 도광                                          | 1821–1834 apr. J.-C.                  | 14 ans                                | Adopté le nom de l'ère de la dynastie Qing de Chine. |
| Roi Heonjong de Joseon (r. 1834–1849 CE)                              |                                       |                                       | |
| Dogwang (Daoguang) 道光 도광                                          | 1835–1849 apr. J.-C.                  | 15 ans                                | Adopté le nom de l'ère de la dynastie Qing de Chine. |
| Roi Cheoljong de Joseon (r. 1849–1864 CE)                             |                                       |                                       | |
| Dogwang (Daoguang) 道光 도광                                          | 1850 apr. J.-C.                       | 1 an                                  | Adopté le nom de l'ère de la dynastie Qing de Chine. |
| Hampung (Xianfeng) 咸豊 함풍                                          | 1851–1861 apr. J.-C.                  | 11 ans                                | Adopté le nom de l'ère de la dynastie Qing de Chine. |
| Dongchi (Tongzhi) 同治 동치                                           | 1862–1863 apr. J.-C.                  | 2 ans                                 | Adopté le nom de l'ère de la dynastie Qing de Chine. |
| Roi Gojong de Joseon (r. 1864–1897 CE; en tant qu'empereur de Joseon) |                                       |                                       | |
| Dongchi (Tongzhi) 同治 동치                                           | 1864–1874 apr. J.-C.                  | 10 ans                                | Adopté le nom de l'ère de la dynastie Qing de Chine. |
| Gwangseo (Guangxu) 光緖 광서                                          | 1875–1894 apr. J.-C.                  | 20 ans                                | Adopté le nom de l'ère de la dynastie Qing de Chine. |
| Gaeguk 開國 개국                                                      | 1894–1895 apr. J.-C.                  | 2 ans                                 | La 1ère année de Gaeguk a été officiellement considérée comme 1392 apr. J.-C.; 1894 apr. J.-C. était donc la 503ème année de Gaeguk.                                          |
| Geonyang 建陽 건양                                                    | 1896–1897 apr. J.-C.                  | 2 ans                                 | |

### Empire coréen
| Nom de l'ère                                                                       | Période d'utilisation                                                              | Durée d'utilisation                                                                | Remarque                                                                           |
| Empereur Gojong de Corée (r. 1897–1907 CE; en tant qu'empereur de l'empire coréen) | Empereur Gojong de Corée (r. 1897–1907 CE; en tant qu'empereur de l'empire coréen) | Empereur Gojong de Corée (r. 1897–1907 CE; en tant qu'empereur de l'empire coréen) | Empereur Gojong de Corée (r. 1897–1907 CE; en tant qu'empereur de l'empire coréen) |
| ---------------------------------------------------------------------------------- | ---------------------------------------------------------------------------------- | ---------------------------------------------------------------------------------- | ---------------------------------------------------------------------------------- |
| Gwangmu 光武 광무                                                                  | 1897–1907 apr. J.-C.                                                               | 11 ans                                                                             |                                                                                    |
| Empereur Sunjong de Corée (r. 1907–1910 CE)                                        |                                                                                    |                                                                                    |                                                                                    |
| Yunghui 隆熙 융희                                                                  | 1907–1910 apr. J.-C.                                                               | 4 ans                                                                              |                                                                                    |

### La Corée sous domination japonaise
L'interprétation japonaise des noms d'époque est indiquée entre parenthèses.
| Nom de l'ère                  | Période d'utilisation | Durée d'utilisation | Remarque                                                                            |
| ----------------------------- | --------------------- | ------------------- | ----------------------------------------------------------------------------------- |
| Myeongchi ( Meiji ) 明治 명치 | 1910–1912 apr. J.-C.  | 3 ans               | Nom de l'époque de l'Empereur Meiji. 1910 apr. J.-C. était la 43ème année de Meiji. |
| Daejeong ( Taishō ) 大正 대정 | 1912–1926 apr. J.-C.  | 15 ans              | Nom d'époque de l'Empereur Taishō.                                                  |
| Sohwa ( Shōwa ) 昭和 소화     | 1926–1945 apr. J.-C.  | 20 ans              | Nom d'époque de l'Empereur Shōwa.                                                   |

## Systèmes de l'ère moderne

### République de Corée
1. Daehanminguk (대한민국, 大韓民國 "Grande République de Corée" : 1948)
2. Dangun-giwon (단군기원, 檀君紀元 "Premier Âge du Seigneur Dangun" : 1948-1961)
3. Seoryeok-giwon (서력기원, 西曆紀元 "Age de Seoryeok", c'est-à-dire, Âge du calendrier occidental, 1962-)

### République Populaire Démocratique de Corée
1. Juche (주체, 主體 : 1912-)

Le gouvernement nord-coréen et les organisations associées utilisent une variante du calendrier grégorien avec une année Juche basée sur le 15 avril 1912, la date de naissance de Kim Il-sung, comme année 1. L'année Juche 0 n'existe pas. Le calendrier a été introduit en 1997. Les mois sont inchangés par rapport au calendrier grégorien standard. Dans de nombreux cas, l'année Juche est donnée après l'année apr. J.-C., par exemple, le 2 mai 2023 Juche 112. Mais dans les publications nord-coréennes, l'année Juche est souvent placée avant l'année av. J.-C. correspondante, comme dans Juche 112 (2023).